# Gasela de Mary Kane
La gasela de Mary Kane (Gazella marica) és una espècie de gasela oriünda dels deserts sirià i àrab. Avui sobreviu a la natura en poblacions petites i aïllades a l'Aràbia Saudita, els Emirats Àrabs Units, Oman i el sud-est de Turquia. Podria haver-n'hi poblacions petites a Kuwait, l'Iraq, Jordània i Síria. Es creu que la població total de gaseles de Mary Kane és inferior a 3.000. En canvi, potser n'hi ha més de 100.000 en captivitat, reserves o programes de reproducció.
Fins fa poc, la gasela de Mary Kane es considerava una subespècie de la gasela persa. Un estudi genètic del 2010 establí que constituïa un llinatge a part, per la qual cosa avui en dia se la considera una espècie diferent. Altres anàlisis genètiques publicades el 2012 trobaren que la gasela de Mary Kane era un parent proper de dues gaseles del nord d'Àfrica, la gasela de l'Atles i la gasela de Loder, amb les quals potser fins i tot formava una mateixa espècie.
Fou anomenada en honor de Mary Kane Clark, muller d'Oldfield Thomas.